# 藤正樹
藤 正樹（ふじ まさき、1957年12月13日 - ）は、静岡県藤枝市出身の日本の歌手である。本名は早川 雅基。身長165センチメートル、体重58キログラム、血液型はA型、趣味はスポーツ全般（ゴルフ、野球、テニス、スキー、スケートなど）。

## スタ誕出場
1973年（昭和48年）3月、日本テレビの人気オーディション番組『スター誕生!』で『新潟ブルース』を歌い、高い歌唱力が評価を得て第6回グランドチャンピオンとなった。

## 歌手生活
1973年7月25日、キャニオンレコードより歌手として15歳でデビューした。ホリプロより「演歌の怪物ハイセイコー」のキャッチフレーズで売り出され、紫色の詰襟学生服とおむすび頭、大仏様のような福々しいルックスで大人気を博した。
実家が静岡県藤枝市で豆腐屋をしていたことも人々に親近感を与えた。
デビュー曲は『忍ぶ雨』で、オリコン最高位13位のヒットとなった。その年の銀座音楽祭（サンプラザ音楽祭）グランプリ、日本歌謡大賞新人賞を受賞している。また、同曲はアグネス・チャン『ひなげしの花』・ガロ『学生街の喫茶店』とともに第6回日本有線大賞最優秀新人賞を受賞している。1973年9月に最初のアルバム『忍ぶ雨　演歌の怪物初登場』が発売された。
他のヒット曲に『あの娘がつくった塩むすび』がある。
2013年（平成25年）7月17日には『40周年記念アルバム』を発売した。現在は、作曲家やカラオケ講師としても活躍。東京都世田谷区在住。

## 代表曲
- 忍ぶ雨（1973年7月25日、阿久悠作詞・新井利昌作曲・竜崎孝路編曲）
- 恋やつれ（1973年11月、阿久悠作詞・新井利昌作曲[4]）
- あの娘がつくった塩むすび（1974年3月25日、西沢爽作詞・遠藤実作曲）
- 博多でひとりになりました（1975年5月]、菅野さほ子作詞・徳久広司作曲）
- 可哀そうでしょ私（1982年10月25日、千家和也作詞・浜圭介作曲）
- 横浜ベイブリッジ（1990年8月21日、岡田冨美子作詞・杉本真人作曲）
- あゝ社長の涙（1995年12月1日、漣了造作詞・にしかずみ補作詞・井川裕多加作曲）
- 残雪の宿（2003年4月23日、高柳三千子作詞・花笠薫作曲）
- 最終北斗（2004年8月25日、高柳三千子作詞・徳久広司作曲）
- 女って馬鹿なのね（2007年3月10日、浦部旭作詞作曲）
- 二人の横浜（2008年9月10日、大橋明作詞・山口正光作曲）
- 昭和の詩（2010年10月10日、にしかずみ作詞・藤正樹作曲）
- 新宿恋模様/デュエット・バージョンWith小川夏輝（2016年10月26日）、作詞・曲　藤正樹